# 도요하시시
도요하시시(일본어: 豊橋市)는 일본 아이치현 남동부에 있는 도시이다. 1906년에 설립되었으며, 1999년에 중핵시로 지정되었다. 히가시미카와 지구의 중심 도시이며 지구 인구의 거의 절반을 차지한다. 치쿠와와 노면 전차의 도시로 알려져 있다.
히가시미카와 지구 인구의 과반수를 차지하는 중핵시이며 국세조사 추계인구는 2007년 10월 1일 기준 아이치현 3위이다. 2007년 11월 1일에 발표한 외국인 등록 인구는 2만 명을 넘었다. 미카와항과 도요가와 용수를 포함해 무역항과 농업을 주축으로 한다.

## 지리
아이치현 남동부에 위치한다. 아쓰미반도의 밑부분이며 도요하시평야 위에 퍼져 있어 높은 산은 거의 없으며 남부는 대지이다. 시내에는 도요카와강, 우메다강 등이 흐르고 북동부에는 낮은 산들이 존재해 시즈오카현과의 경계를 형성하고 있다. 서부의 도요가와강, 우메다강 하구는 미카와만, 시 남부 연안은 태평양과 접한다.
태평양 연안은 오모테하마 해안(엔슈나다)으로 불려 바다거북의 산란지로 알려져 있고, 미카와만과 접하는 지역에는 대규모 매립지가 있어 공업지 외에 진노 신전 등의 곡창지대가 되고 있다.
중심부를 도카이도가 횡단해 요시다주쿠, 후타가와주쿠 등 예로부터 성시, 역참 마을로 번창했다. 현대에도 도카이도를 따라 중심부를 국도 1호선, 도카이 여객철도의 도카이도 신칸센, 도카이도 본선, 나고야 철도의 나고야 본선이 지나고 있다. 미카와만 연안의 미카와항은 자동차나 화물 등의 수출입 중요 거점이 되고 있다.

### 인접한 자치체
- 아이치현
  - 도요카와시, 신시로시, 다하라시

- 시즈오카현
  - 하마마쓰시, 고사이시

### 기후
기후는 비교적 온난하고 강설도 적으며, 태평양(엔슈나다)와 접하기 때문에 바람이 강한 경향이 있다.
| 도요하시시의 기후                                            | 도요하시시의 기후 | 도요하시시의 기후 | 도요하시시의 기후 | 도요하시시의 기후 | 도요하시시의 기후 | 도요하시시의 기후 | 도요하시시의 기후 | 도요하시시의 기후 | 도요하시시의 기후 | 도요하시시의 기후 | 도요하시시의 기후 | 도요하시시의 기후 | 도요하시시의 기후 |
| 월                                                           | 1월               | 2월               | 3월               | 4월               | 5월               | 6월               | 7월               | 8월               | 9월               | 10월              | 11월              | 12월              | 연간              |
| ------------------------------------------------------------ | ----------------- | ----------------- | ----------------- | ----------------- | ----------------- | ----------------- | ----------------- | ----------------- | ----------------- | ----------------- | ----------------- | ----------------- | ----------------- |
| 역대 최고 기온 °C (°F)                                       | 17.0 (62.6)       | 19.5 (67.1)       | 22.4 (72.3)       | 26.0 (78.8)       | 30.3 (86.5)       | 34.1 (93.4)       | 35.7 (96.3)       | 37.9 (100.2)      | 35.5 (95.9)       | 30.8 (87.4)       | 24.6 (76.3)       | 22.4 (72.3)       | 37.9 (100.2)      |
| 일평균 최고 기온 °C (°F)                                     | 9.2 (48.6)        | 10.4 (50.7)       | 14.0 (57.2)       | 18.6 (65.5)       | 23.2 (73.8)       | 25.9 (78.6)       | 29.6 (85.3)       | 31.5 (88.7)       | 28.4 (83.1)       | 23.2 (73.8)       | 17.3 (63.1)       | 11.8 (53.2)       | 20.3 (68.5)       |
| 일일 평균 기온 °C (°F)                                       | 5.4 (41.7)        | 6.4 (43.5)        | 9.5 (49.1)        | 14.3 (57.7)       | 19.0 (66.2)       | 22.3 (72.1)       | 26.0 (78.8)       | 27.5 (81.5)       | 24.4 (75.9)       | 19.1 (66.4)       | 13.3 (55.9)       | 8.0 (46.4)        | 16.3 (61.3)       |
| 일평균 최저 기온 °C (°F)                                     | 1.9 (35.4)        | 2.5 (36.5)        | 5.2 (41.4)        | 10.0 (50.0)       | 15.1 (59.2)       | 19.2 (66.6)       | 23.2 (73.8)       | 24.3 (75.7)       | 21.0 (69.8)       | 15.4 (59.7)       | 9.3 (48.7)        | 4.1 (39.4)        | 12.6 (54.7)       |
| 역대 최저 기온 °C (°F)                                       | −4.3 (24.3)       | −4.4 (24.1)       | −1.6 (29.1)       | 1.3 (34.3)        | 8.3 (46.9)        | 12.9 (55.2)       | 18.7 (65.7)       | 19.3 (66.7)       | 12.5 (54.5)       | 6.5 (43.7)        | 0.7 (33.3)        | −2.2 (28.0)       | −4.4 (24.1)       |
| 평균 강수량 mm (인치)                                        | 50.3 (1.98)       | 79.9 (3.15)       | 127.5 (5.02)      | 150.9 (5.94)      | 178.1 (7.01)      | 184.6 (7.27)      | 198.6 (7.82)      | 126.8 (4.99)      | 206.9 (8.15)      | 210.9 (8.30)      | 79.6 (3.13)       | 57.2 (2.25)       | 1,651.3 (65.01)   |
| 평균 강수일수 (≥ 1.0 mm)                                     | 5.3               | 6.4               | 8.4               | 9.3               | 8.9               | 11.3              | 10.8              | 7.1               | 10.7              | 10.0              | 6.7               | 5.5               | 100.4             |
| 평균 월간 일조시간                                           | 197.8             | 178.4             | 210.2             | 207.9             | 223.7             | 161.8             | 186.6             | 236.8             | 171.1             | 166.1             | 170.0             | 183.4             | 2,293.8           |
| 출처: 일본 기상청 (평년값: 2006년~2020년, 극값: 2005년~현재) |                   |                   |                   |                   |                   |                   |                   |                   |                   |                   |                   |                   |                   |

## 역사

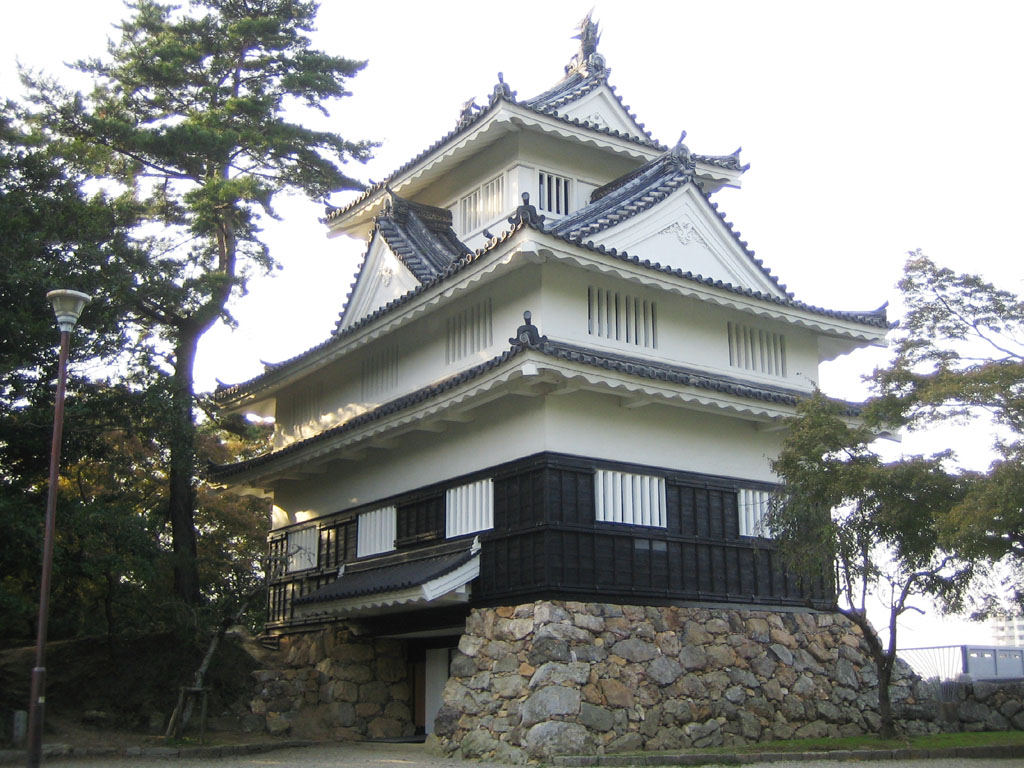
요시다성

중세부터 에도 시대까지 중심부는 요시다라고 불렸다. 요시다는 도요가와강과 아사쿠라강의 합류 지점이며 아쓰미군, 호이군, 야나군의 경계에 해당한다. 16세기 이마하시성(훗날 요시다성으로 개칭)의 축성 이후 히가시미카와 지역의 중심으로 대두했다. 에도 시대에는 요시다번의 시로시타정, 요시다주쿠의 역참 마을, 도요가와 수운으로 번창한 미나토정이 있었다. 1869년 6월의 판적봉환으로 요시다에서 도요하시로 개칭했다.
- 1878년 - 군구정촌편제법 시행으로 아쓰미군 도요하시정이 탄생하였다.
- 1888년 - 도요하시역이 개업하였다.
- 1906년 - 시로 승격해 도요하시시가 되었다.
- 1959년 - 도요하시항이 완공되었다(현재는 미카와항의 일부).
- 1968년 - 도요가와 용수가 완성되었다.
- 1999년 - 중핵시로 지정되었다.

## 경제
토요타, 미쓰비시, 스즈키 등 일본의 자동차 회사들과 포드, 아우디, 포르쉐, 폭스바겐 등 해외의 자동차 회사들이 도요하시를 통해 수출입된다. 일본으로 수입되는 자동차의 약 50%가 들어오는 항구 역할을 하고 있으며 수입차 수입량은 해마다 증가하고 있다. 도요하시는 2차 대전 때 일본 제1의 제사 생산지였다.
양배추나 배추 등 야채 생산이 번성하고 농업 산출액은 약 500억 엔에 달해 인접하는 다하라시에 이어 현내 2위이다.

## 교육
- 아이치 대학
- 도요하시 기술과학대학

## 교통

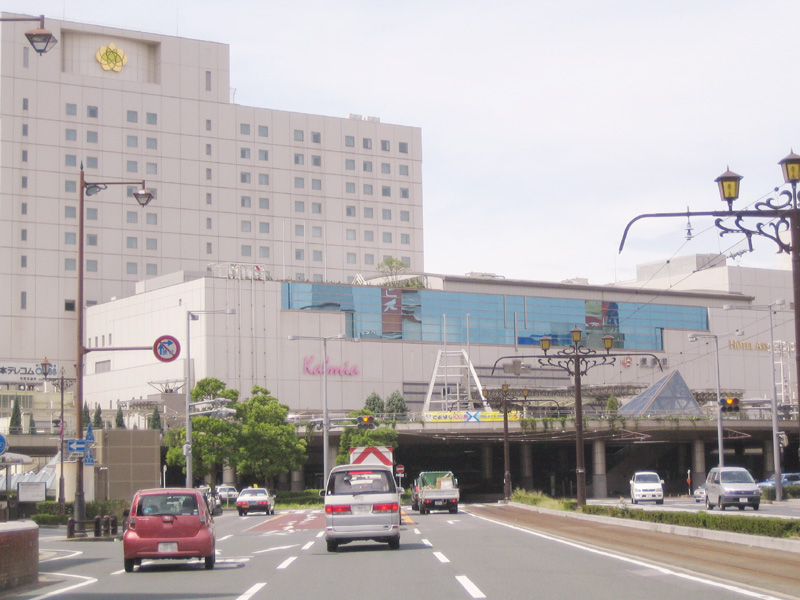
도요하시역

### 철도
- 도카이 여객철도
  - 도카이도 신칸센
  - 도카이도 본선
  - 이다선

- 나고야 철도
  - 나고야 본선

- 도요하시 철도
  - 아쓰미선
  - 아즈마다 본선

### 도로
- 도메이 고속도로
- 국도 제1호선
- 국도 제23호선
- 국도 제42호선
- 국도 제247호선
- 국도 제259호선
- 국도 제362호선

## 인구
| 연도 | 인구    | ±%     |
| ---- | ------- | ------ |
| 1950 | 185,984 | —      |
| 1960 | 215,515 | +15.9% |
| 1970 | 258,547 | +20.0% |
| 1980 | 304,273 | +17.7% |
| 1990 | 337,982 | +11.1% |
| 2000 | 364,865 | +8.0%  |
| 2010 | 376,861 | +3.3%  |

## 같이 보기
- 니렌기성